# Santarellina (film 1954)
Santarellina (Mam'zelle Nitouche) è un film del 1954 diretto da Yves Allégret.

## Trama
Celestino è l'organista del convento delle Hirondelle e gode della massima fiducia della madre superiora.
In realtà ha anche un'altra attività: con il nome di Floridor è infatti conosciuto come autore dell'operetta "la belle de Robinson" scritta appositamente per la cantante Corinne sua innamorata.
La donna però è anche la protetta del maggiore del 9 squadrone dei dragoni che a sua volta è il fratello della madre superiora.
Denise, una ragazza allieva nel convento, scopre la doppia identità dell'uomo che si troverà ad affrontare diverse situazioni pericolose prima che arrivi il successo tanto sperato.